# Rohr im Kremstal
Rohr im Kremstal är en ort och kommun i Österrike. Den ligger i distriktet Steyr-Land i förbundslandet Oberösterreich, 160 kilometer väster om huvudstaden Wien. 
Kommunen består av sju orter (Ortschaften) (inom parentes invånarantal 1 januari 2024):

- Brandstatt (22)
- Fierling (32)
- Furtberg (4)
- Haselberg (55)
- Krottendorf (35)
- Oberrohr (90)
- Rohr im Kremstal (1 269)